# Бербено
Бербено (итал. Berbenno) је насеље у Италији у округу Бергамо, региону Ломбардија.
Према процени из 2011. у насељу је живело 1311 становника. Насеље се налази на надморској висини од 695 м.

## Становништво
| 1931. | 1936. | 1951. | 1961. | 1971. | 1981. | 1991. | 2001. | 2011. |
| ----- | ----- | ----- | ----- | ----- | ----- | ----- | ----- | ----- |
| 2.189 | 1.813 | 2.256 | 2.250 | 2.026 | 2.224 | 2.197 | 2.368 | 2.442 |